# Tipula bhutia
Tipula bhutia är en tvåvingeart som beskrevs av Alexander 1959. Tipula bhutia ingår i släktet Tipula och familjen storharkrankar.
Artens utbredningsområde är Nepal. Inga underarter finns listade i Catalogue of Life.